# Mario Superstar Baseball
Mario Superstar Baseball (スーパーマリオスタジアム ミラクル ベースボール, Sūpā Mario Sutajiamu Mirakuru Bēsubōru; lit. Super Mario Stadium Miracle Baseball) é um jogo de esportes que foi desenvolvido pela Namco e publicado pela Nintendo para o Nintendo GameCube em 2005. O jogo é muito parecido com outros esportes do Mario, como "Mario Golf: Toadstool Tour" e "Mario Power Tennis". Este jogo é agora um título Player's Choice. O jogo tem uma sequência: Mario Super Sluggers para o Wii.